# Kaede Hagitani
Kaede Hagitani (jap. 萩谷楓, Hagitani Kaede; * 10. Oktober 2000 in Saku, Präfektur Nagano) ist eine japanische Leichtathletin, die sich auf den Langstreckenlauf spezialisiert hat.

## Sportliche Laufbahn
Erste internationale Erfahrungen sammelte Kaede Hagitani im Jahr 2021, als sie bei den Olympischen Sommerspielen in Tokio im 5000-Meter-Lauf an den Start ging und dort mit 15:04,95 min in der Vorrunde ausschied. Im Jahr darauf startete sie bei den Weltmeisterschaften in Eugene und verpasste dort mit 15:53,39 min den Finaleinzug.

## Persönliche Bestzeiten
- 1500 Meter: 4:11,34 min, 24. September 2021 in Osaka
- 3000 Meter: 8:48,12 min, 8. Juli 2020 in Fukagawa
- 5000 Meter: 14:59,36 min, 26. September 2021 in Osaka
- 10.000 Meter: 31:35,67 min, 7. Mai 2022 in Tokio